# نزيه (اسم)
نزيه هو اسم علم مذكر من أصل عربي، ومعناه هو العفيف المصون الشريف الطاهر المتباعد عن كل مكروه، مؤنثه نزيهة.

## شخصيات تحمل الاسم
- نزيه أبو السباع (1972 – 16 فبراير 2002)
- نزيه أبو عفش (1946 – )
- نزيه حلمي
- نزيه درزاوي (1958 – 19 أبريل 2003)

## وصلات خارجية
- موسوعة السلطان قابوس لأسماء العرب